# NGC 1803
NGC 1803 (również PGC 16715) – galaktyka spiralna z poprzeczką (SBbc), znajdująca się w gwiazdozbiorze Malarza. Odkrył ją John Herschel 28 grudnia 1834 roku.